# Дубровка (Суражский район)
Дубровка — село в Суражском районе Брянской области России. Административный центр Дубровского сельского поселения.

## География
Село находится в северо-западной части Брянской области, в зоне хвойно-широколиственных лесов, в пределах части Приднепровской низменности, при автодороге 15К-2508, на расстоянии примерно 7 км (по прямой) к северо-востоку от Суража, административного центра района. Абсолютная высота — 182 м над уровнем моря.

### Климат
Климат характеризуется как умеренно континентальный с достаточным увлажнением, тёплым летом и умеренно холодной зимой. Среднегодовая многолетняя температура воздуха составляет 5,4 °С. Средняя температура воздуха самого тёплого месяца (июля) — 18,1 °C (абсолютный максимум — 37 °C); самого холодного (января) — −8 — −7,5 °C (абсолютный минимум — −37 °C). Период активной вегетации растений (с температурой выше 10°С) составляет 144 дня. Среднегодовое количество атмосферных осадков составляет 554 мм, из которых большая часть (285 мм) выпадает в тёплый период. Снежный покров держится в течение 120—130 дней.

### Часовой пояс
Село Дубровка, как и вся Брянская область, находится в часовой зоне МСК (московское время). Смещение применяемого времени относительно UTC составляет +3:00.

## История
В середине XVIII века упоминается хутор Дубровка.
Далисичи и слобода Дроково (Новый Дроков) были не единственными владениями гетмана Апостола. Ему принадлежали также Овчинец, Велюханы, Слище, Великая Ловча, Дубровка, Грабовка, Краснополье, Осколково, Ветлёвка, Баклань (возле Почепа) и другие земли.
До 1781 года Дубровка входила в состав Дроковского куреня Мглинской сотни Стародубского полка; с 1782 по 1921 в Суражский уезд (с 1861 — в составе Петровобудской волости).
В "Описании старой Малороссии" А.Лазаревского записано: "деревня Дубровка при рч.Важеребке. Казаков 14 дворов, 15 хат. Казаков-подсоседк. зн. тов. Рыжкова, 9 дворов, 9 хат"

## Население
| 2010 | 2013 |
| ---- | ---- |
| 333  | ↘326 |

### Национальный состав
252 человек (1859), 349 человек (2002).